# Добровілля (Кам'янець-Подільський район)
Добровілля — село в Україні, у Орининській сільській територіальній громаді Кам'янець-Подільського району Хмельницької області.

## Назва
Історично зафіксовані назви: «Добра Воля», «Доброволя», які можливо з часом трансформувались у Добровілля.

## Географія
Подільське село Добровілля розкинулось на подільській височині в південно-західній частині України, за 20 кілометрів автошляхами від міста Кам'янець-Подільський. Через село протікає річка Потік Кізя.

### Клімат
Добровілля знаходяться в межах вологого континентального клімату із теплим літом.

## Історія
Перша згадка про поселення XVIII століття.
Внаслідок поразки визвольних змагань на початку XX століття, село надовго окуповане російсько-більшовицькими загарбниками.
Радянська окупація принесла колективізацію та розкуркулення, мешканці села зазнали репресій. Багатьох частинах Поділля відбувались масові селянські повстання, проти радянської влади.
В 1932–1933 селяни села пережили Голодомор.
З 1991 року в складі незалежної України.
24 грудня 2019 року шляхом об'єднання сільських рад Кам'янець-Подільського району село увійшло до складу Орининської сільської громади.

## Населення
За переписом населення України 2001 року в селі мешкало 265 осіб.

### Мова
У селі поширена південноподільська говірка, що належить до подільського говору, який належить до південно-західного наріччя.

## Галерея

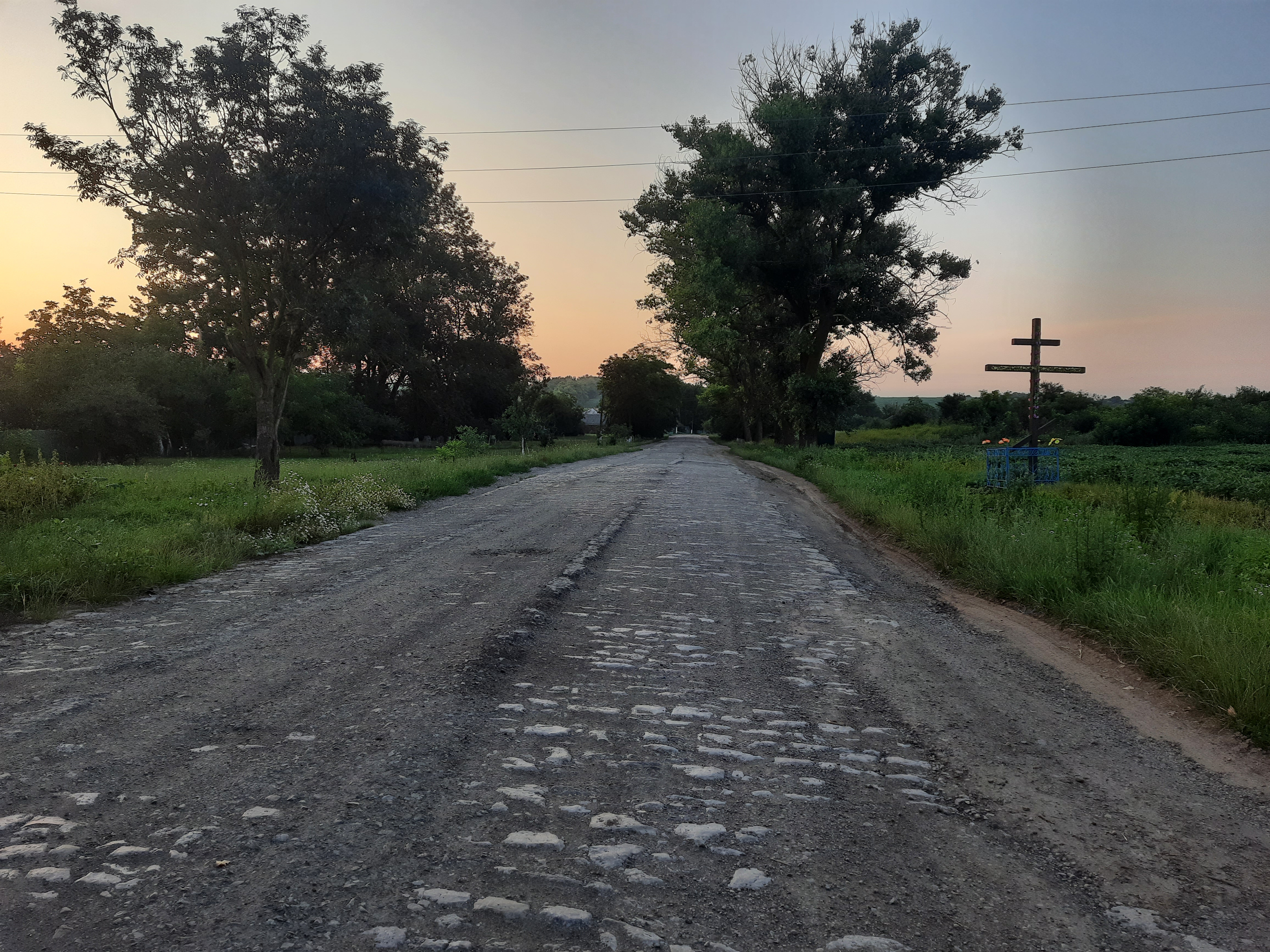
В'їзд у село
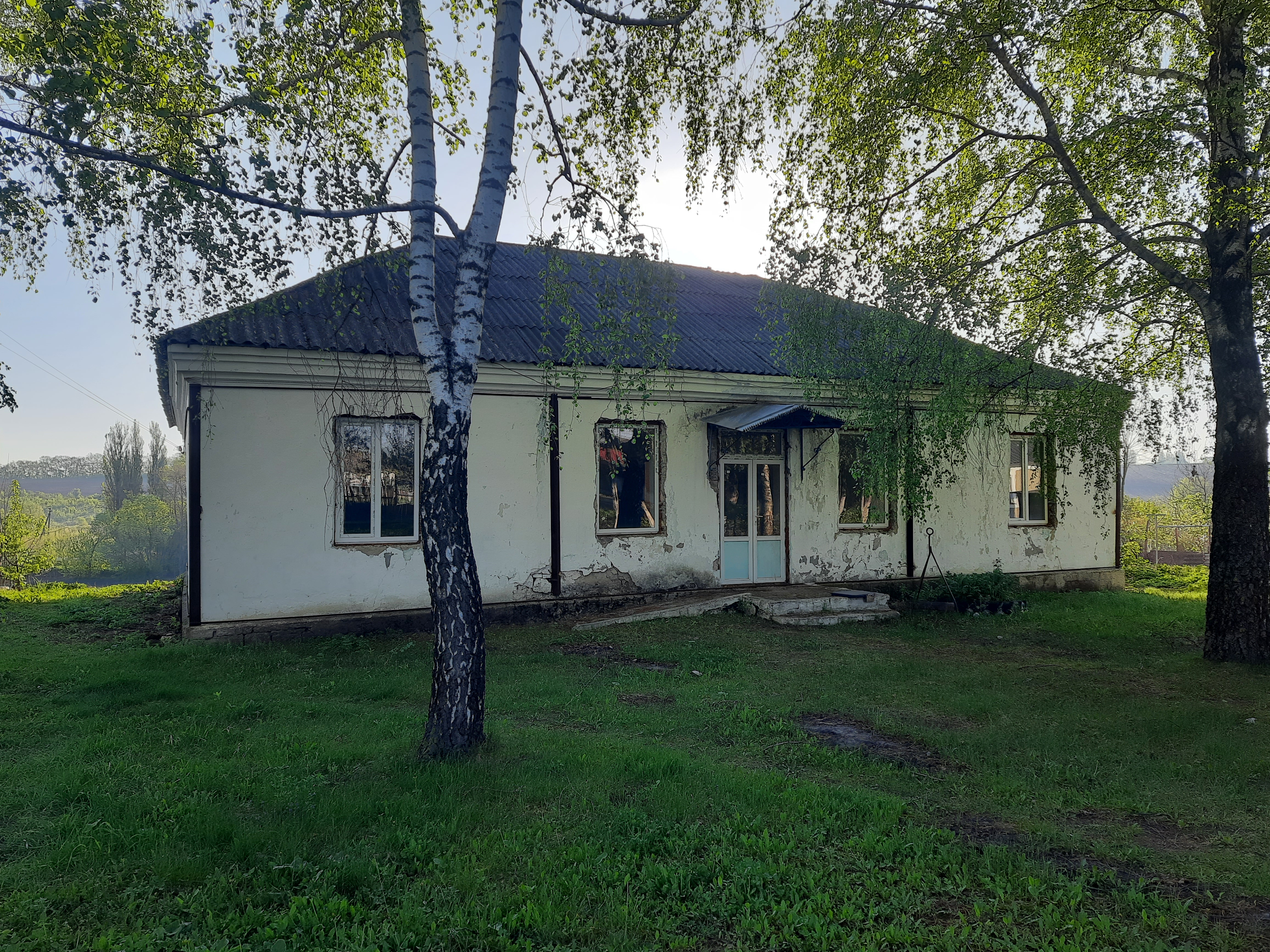
Клуб
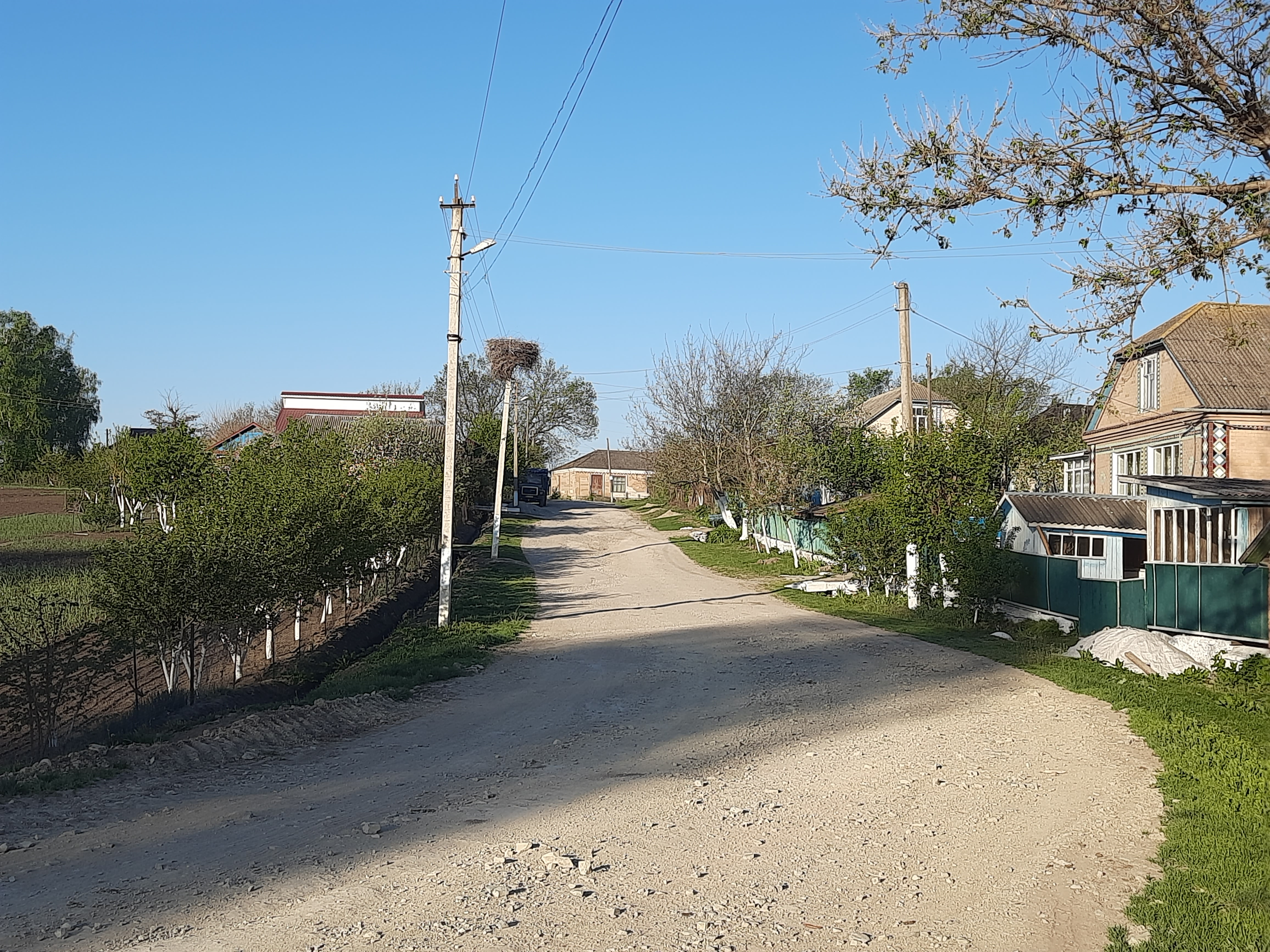
Центральна вулиця
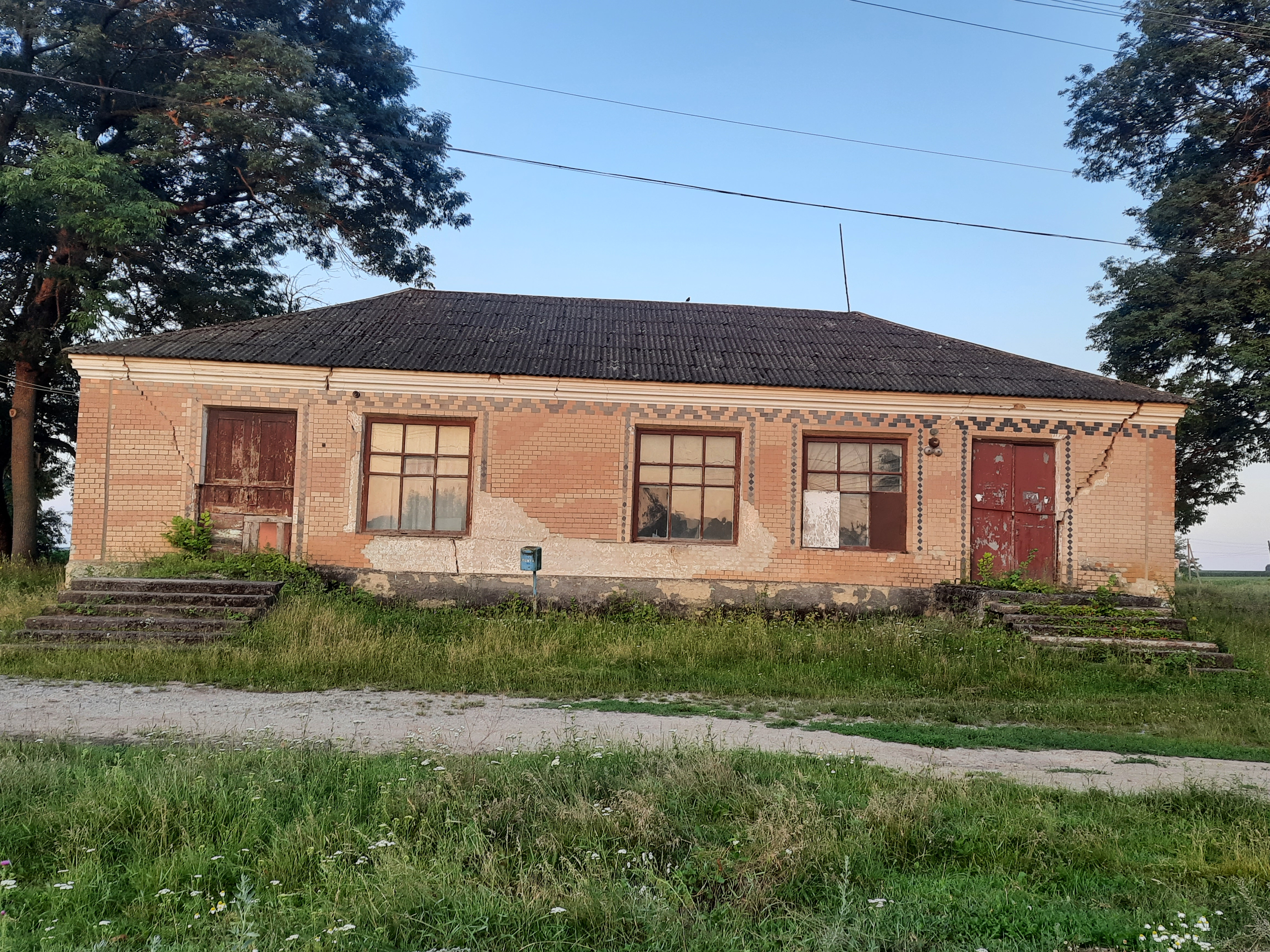
Крамниця
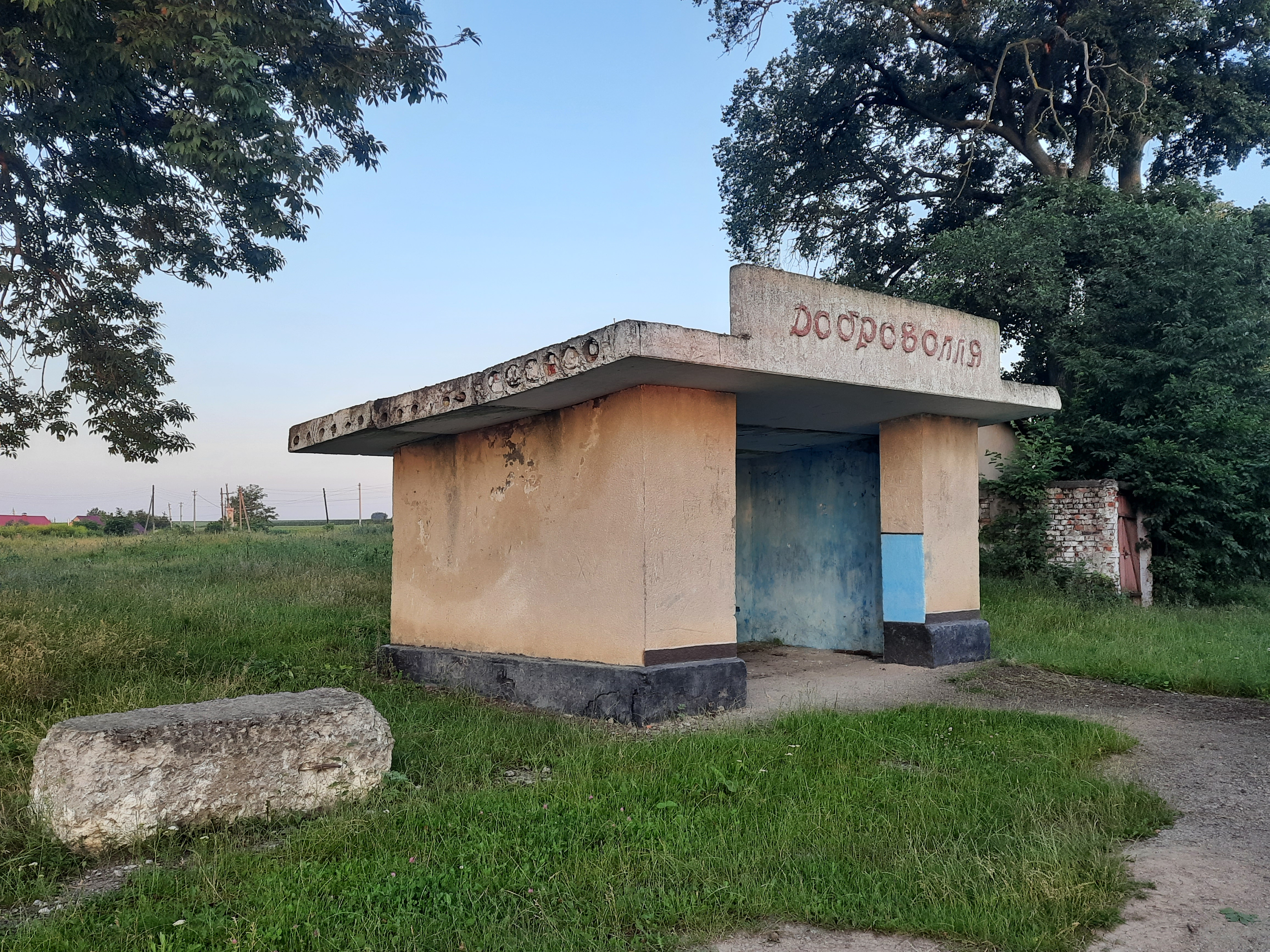
Автобусна зупинка
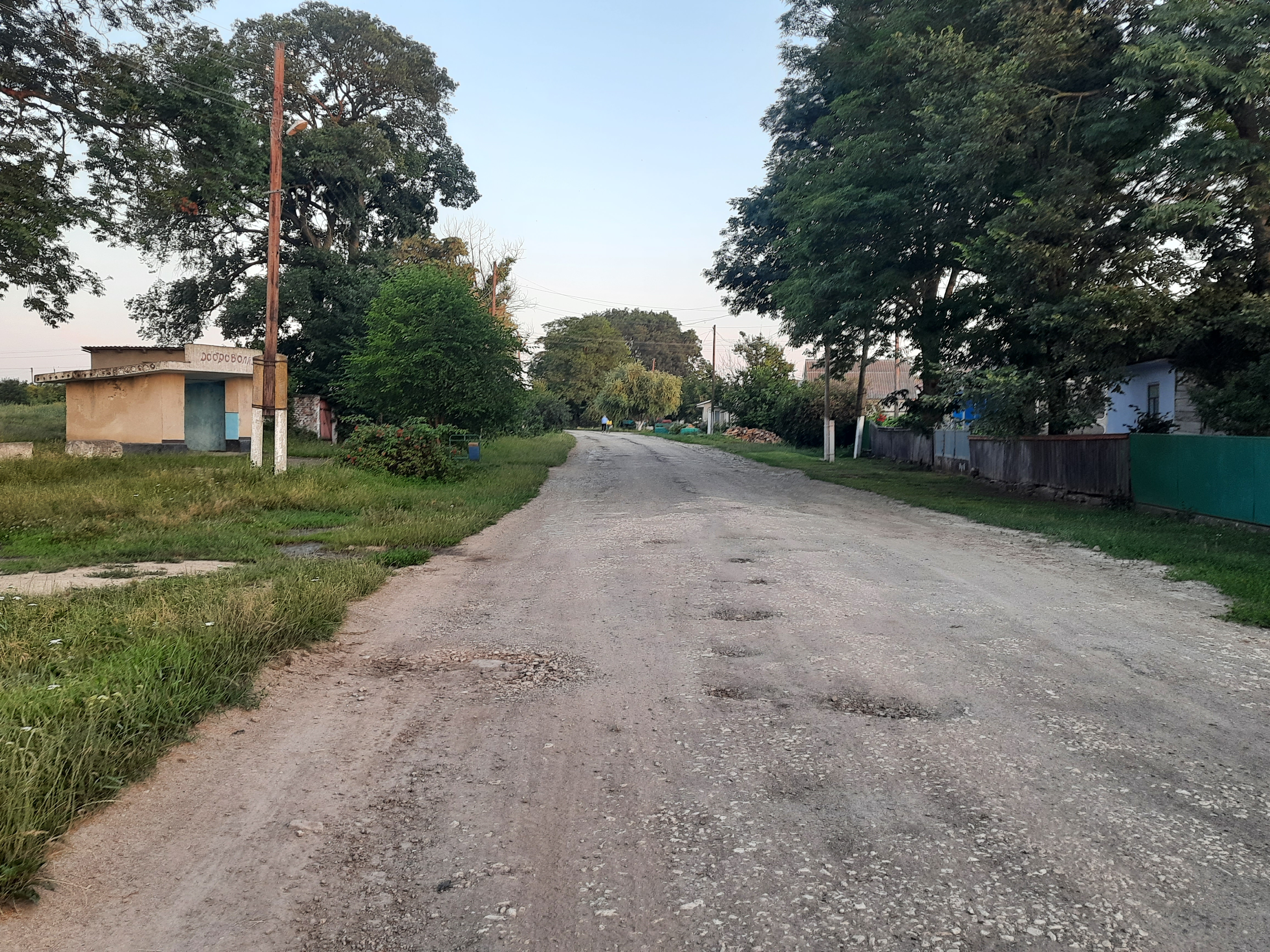
Сільська вулиця
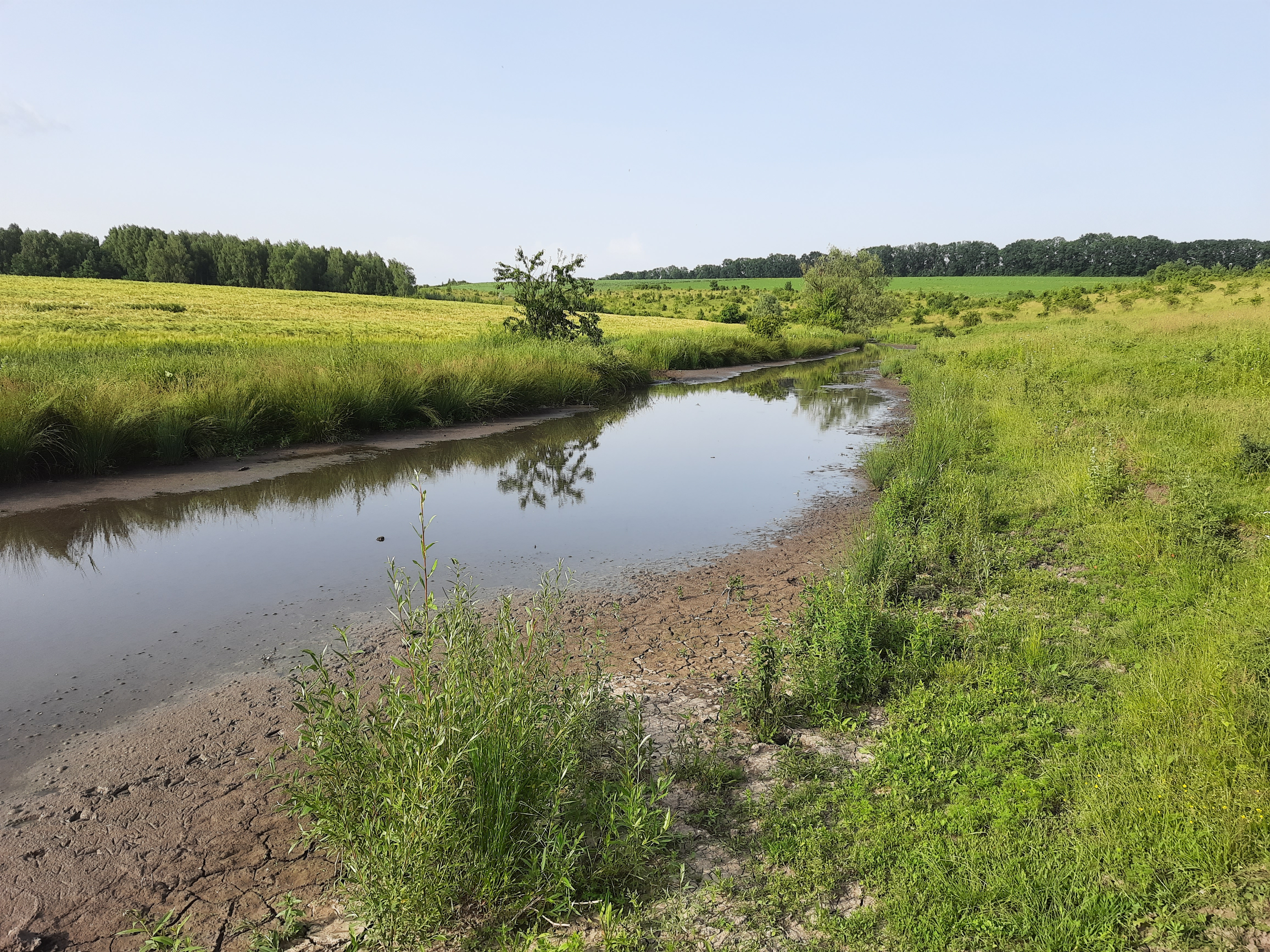
Річка Кізя біля села
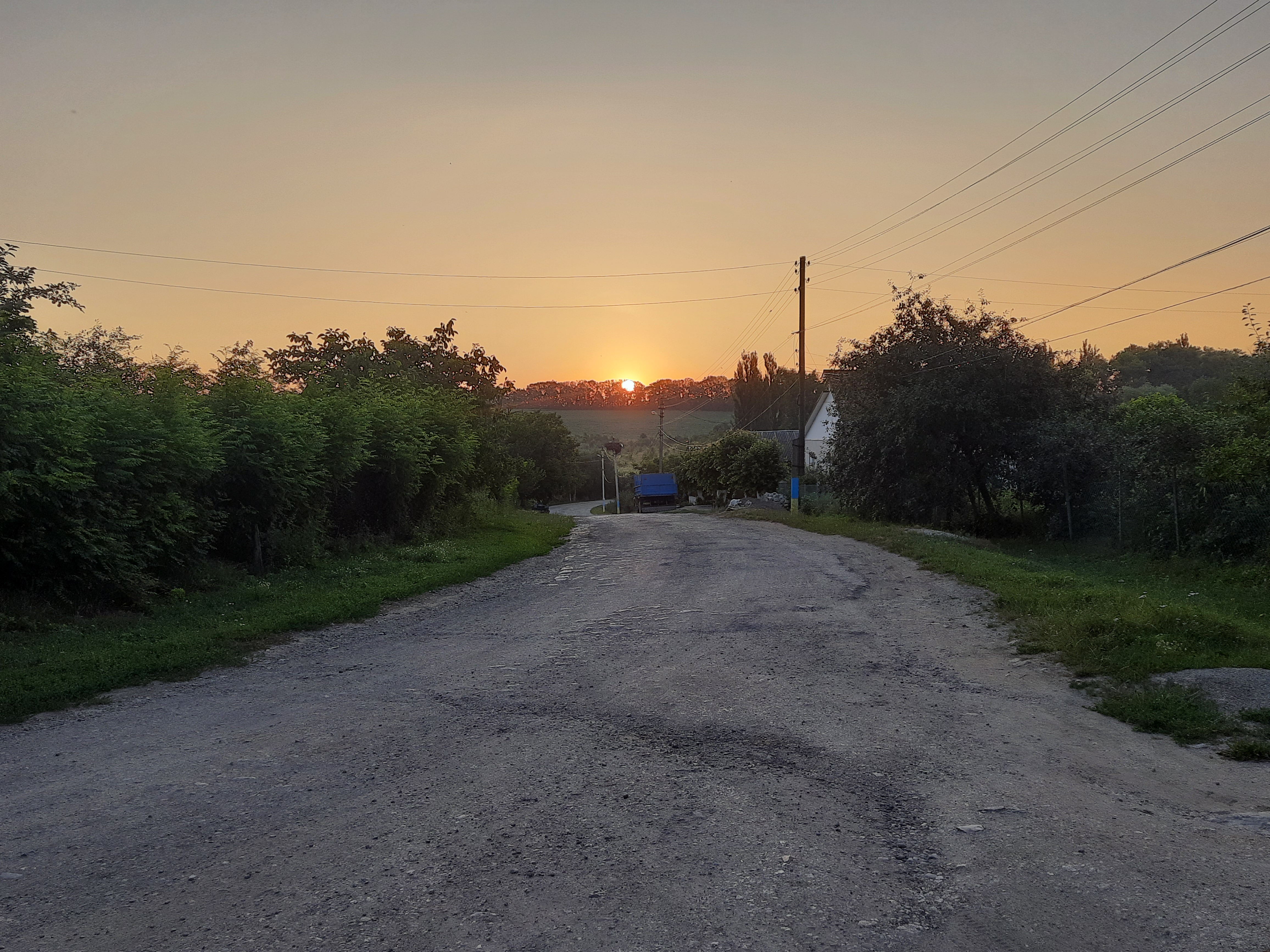
Над Добровіллям сходить сонце